# إيلا إيوينغ
إيلا إيوينغ (بالإنجليزية: Ella Ewing) هي مؤدية عروض ‏ أمريكية، ولدت في 9 مارس 1872 في لا غرانج في الولايات المتحدة، وتوفيت في 10 يناير 1913 في Gorin (river) ‏ في روسيا.